# Soues (Altos Pirineos)

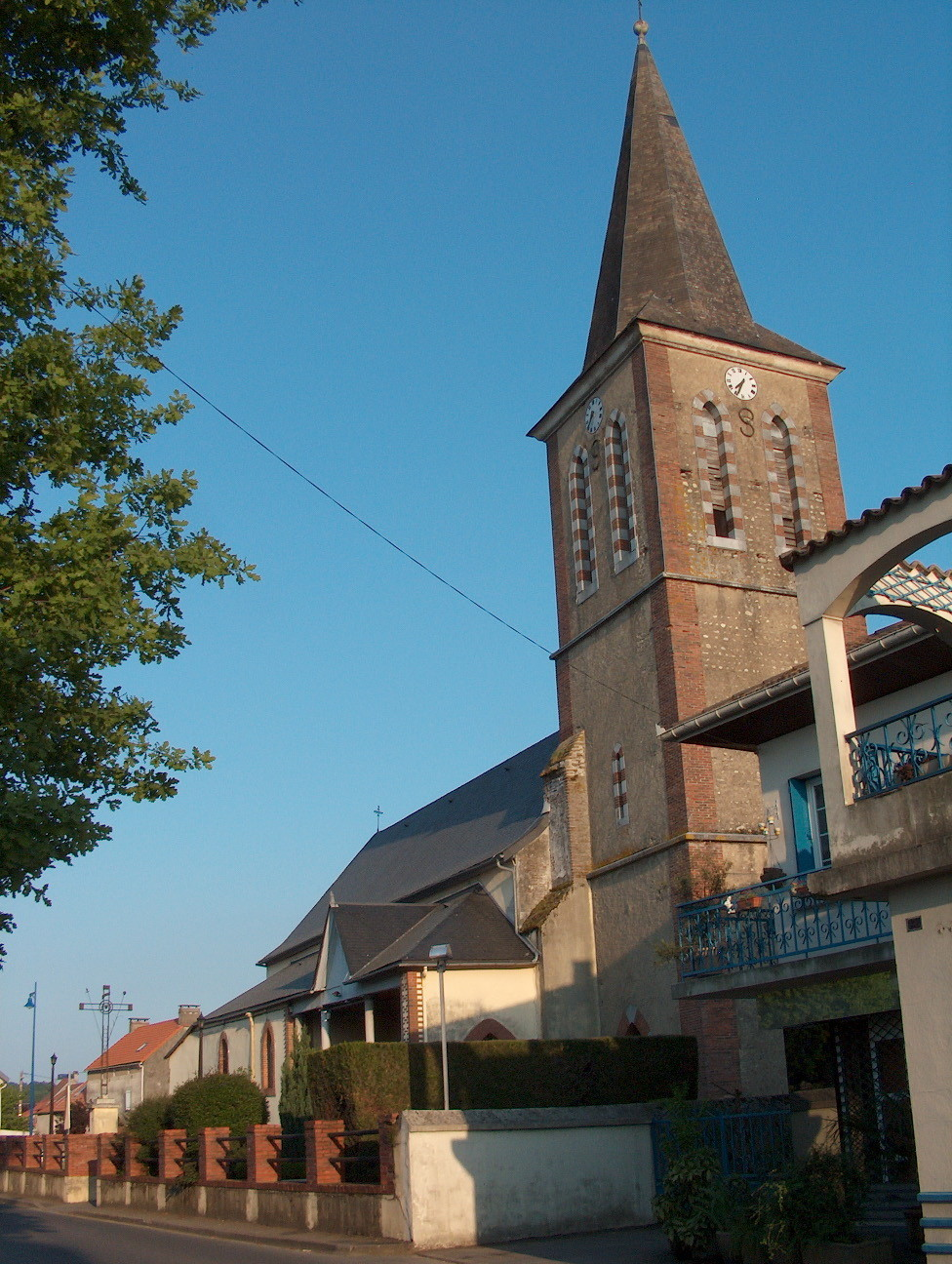
La iglesia de Soues.

 Soues  es una comuna y población de Francia, en la región de Mediodía-Pirineos, departamento de Altos Pirineos, en el distrito de Tarbes y cantón de Laloubère.
Está integrada en la Communauté d'agglomération du Grand Tarbes.

## Demografía
Su población en el censo de 1999 era de 3.054 habitantes. Forma parte de la aglomeración urbana de Tarbes.
| 1,024 | 1,479 | 1,433 | 1,720 | 2,238 | 2,929 | 3,179 | 3,054 |
| Para los censos de 1962 a 1999 la población legal corresponde a la población sin duplicidades (Fuente: INSEE [Consultar]) |       |       |       |       |       |       |       |